# Giuseppe Brescia (politico 1983)
Giuseppe Brescia (Bari, 3 agosto 1983) è un politico italiano.

## Biografia
Nato a Bari dove ha prevalentemente vissuto, ha studiato per cinque mesi in Polonia e lavorato per otto mesi in Australia, subito dopo la laurea in Scienze dell'educazione presso l'Università degli Studi di Bari, nel 2010. Deluso dalla società australiana "estremamente consumistica", torna in Italia e per pochi mesi lavora come educatore professionale.
Durante gli studi universitari fa il volontario per l'associazione non governativa Emergency.

### Attività politica

#### Attività nella XVII legislatura
Alle elezioni politiche del 2013 è eletto deputato della XVII legislatura della Repubblica Italiana nella circoscrizione XXI Puglia per il Movimento 5 Stelle.
Dal 25 marzo 2014 è ufficiosamente capogruppo e portavoce del Movimento 5 Stelle alla Camera dei deputati, subentrando a Federico D'Incà del quale era vicecapogruppo vicario. Riccardo Nuti, precedentemente capogruppo, è tuttavia l'unico rimasto formalmente e ufficialmente presidente del gruppo Movimento 5 Stelle per motivi tecnici dovuti all'organizzazione parlamentare.
È stato capogruppo e vicepresidente in quota M5S nella commissione monocamerale d'inchiesta sui centri d'accoglienza per immigrati. Ha preso parte ai lavori della Commissione sul No hate speech. È stato membro della commissione Cultura dove si è impegnato contro la legge 107/2015 (la cosiddetta "Buona Scuola") e per l'abolizione dei finanziamenti pubblici all'editoria.

#### Attività nella XVIII legislatura
Capolista alle elezioni politiche del 2018 nel collegio plurinominale Puglia 01, viene rieletto nella XVIII legislatura. Viene nominato prima vicecapogruppo e poi vicecapogruppo vicario nel direttivo del M5S. Da giovedì 22 giugno 2018 ricopre la carica di Presidente della I commissione Affari Costituzionali.
All'inizio del mandato ha espresso con una lettera pubblica netti distinguo nei confronti delle posizioni sull'immigrazione del ministro dell'Interno Matteo Salvini e ha deciso di incontrare ONG e altre realtà impegnate nella gestione dei flussi migratori.  Vicino alle posizioni di Roberto Fico, ha condiviso l'intervento del Presidente della Camera sul caso Diciotti.
Relatore alla Camera del decreto Sicurezza, non ha lesinato perplessità in merito alle misure contenute nel provvedimento.
Ha auspicato l’adesione del governo italiano al Global Compact.
Ha presentato una proposta di legge per rendere indipendente l'Unar, l'Ufficio nazionale contro le discriminazioni razziali. Il testo è confluito all'interno della proposta di legge che istituisce in Italia la commissione indipendente per la tutela dei diritti umani e contro le discriminazioni. 
Ha promosso diverse iniziative per la sperimentazione del voto elettronico in Italia, sulla base delle esperienze in Estonia e Belgio. L'innovazione riguarderebbe il voto all'estero e il voto dei cittadini lontani dal luogo di residenza. Grazie a una sua interrogazione, il governo ha rivelato di aver speso dal 2004 al 2018 circa 60 milioni di euro in agevolazioni di viaggio per gli elettori fuorisede.. Su sua iniziativa, nella manovra 2020 viene stanziato 1 milione di euro per la sperimentazione del voto elettronico. Nel luglio 2021 il Viminale e il dipartimento per l'innovazione tecnologica e digitale adottano le linee guida per la sperimentazione che viene estesa anche a regionali e comunali
Nel maggio 2019 presenta una proposta di legge costituzionale per far votare i 18enni al Senato. La proposta viene approvata in commissione Affari Costituzionali nel giro di poche settimane e a fine luglio 2019 viene approvata a larga maggioranza dall'aula della Camera. A luglio 2021 la riforma viene approvata definitivamente dal Senato.
È relatore della riforma della legge sulla cittadinanza. A marzo 2022 presenta la proposta di testo unificato che prevede il modello dello ius scholae. Il testo viene adottato con i soli voti contrari di Lega e Fratelli d’Italia.
È inoltre anche relatore della legge sul conflitto d'interessi, su cui nel 2020 presenta un testo unificato.
Nel marzo 2020, durante l'emergenza coronavirus, sostiene che il Parlamento debba riunirsi in videoconferenza con il voto a distanza, per garantire la piena funzionalità e la partecipazione di tutti i parlamentari. Sul tema promuove un dibattito tra favorevoli e contrari, con il Presidente del Parlamento Europeo David Sassoli, Luciano Violante, Stefano Ceccanti, Michele Ainis, Francesco Clementi e Pino Pisicchio.
Nel maggio 2020 è tra i principali sostenitori, all'interno del Movimento 5 Stelle, della regolarizzazione di italiani e stranieri che lavorano in nero. 
Alla vigilia della formazione del governo Draghi, sostiene la necessità di un appoggio da parte del MoVimento 5 Stelle al nuovo esecutivo esercitando un ruolo di "sentinella". Tale posizione è stata ribattezzata giornalisticamente "lodo Brescia".
Nel giugno 2021, a fronte dello scontro tra Beppe Grillo e Giuseppe Conte sul nuovo percorso del MoVimento 5 Stelle, è tra i primi a sostenere la necessità di una mediazione, poi raggiunta. 
Nel luglio 2021, insieme al presidente del Comitato della Legislazione, Stefano Ceccanti, presenta un emendamento al dl semplificazioni per il monitoraggio e la trasparenza sull'attuazione delle leggi e sull'adozione dei decreti attuativi. Sostenuto dall'associazione Openpolis l'emendamento viene poi approvato.